# 森下瑠大
森下 瑠大（もりした りゅうだい、2004年9月19日 - ）は、京都府福知山市出身のプロ野球選手（投手）。左投左打。横浜DeNAベイスターズ所属。

## 経歴

### プロ入り前
福知山市立昭和小学校1年生の時に6歳上の兄の影響で野球を始める。福知山市立南陵中学校在学時は硬式野球のクラブチームである福知山ボーイズでプレーし、エースと4番を務め、全国大会にも出場した。DeNA同期入団の松尾汐恩とは中学時代から対戦し、ボーイズリーグ京都府選抜のチームメイトでもあった。
30校以上から勧誘を受けた中で京都国際高等学校に進学し、1年秋からベンチ入り。1学年上の中川勇斗とバッテリーを組み、2年春の第93回選抜高等学校野球大会に出場した。同大会は背番号9で臨み、柴田との1回戦に先発登板して5回2失点。チームはその後延長戦の末勝利した。東海大菅生との2回戦でも先発登板したが、2点リードの9回裏に逆転サヨナラ負けを喫した。同年夏に出場した第103回全国高等学校野球選手権大会には背番号1で臨み、ベスト4進出に貢献。前橋育英との初戦（2回戦）で完封勝利を記録し、二松学舎大付との3回戦では延長10回完投勝利、打っても秋山正雲から本塁打、決勝打を放つなど投打に活躍した。同年秋の近畿大会でもベスト8に進出し、3年春の第94回選抜高等学校野球大会への出場が決定していたが、大会直前にメンバーが新型コロナウイルスに集団感染し、出場辞退となった。その後は左肘や腰を痛めるなど故障に悩まされ、3年夏の京都府大会では準々決勝まで野手に専念した。同大会で優勝し、第104回全国高等学校野球選手権大会に出場。一関学院との1回戦に先発登板するも3回5安打4失点と打ち込まれ降板し、チームも延長戦の末サヨナラ負けを喫した。大会後にプロ志望を明言し、2022年9月16日にプロ志望届を提出した。
10月20日に行われたドラフト会議で、横浜DeNAベイスターズから4位指名を受けた。11月10日、京都市内のホテルで入団交渉し、契約金3700万円、年俸510万円（推定）で合意した。背番号は36。担当スカウトは安部建輝。

### DeNA時代
2023年、5月5日のイースタン・リーグの埼玉西武ライオンズ戦で初登板し、1回を投げ打者3人を無失点に抑えた。後半戦は二軍の先発ローテーションに加わり、勝ち星は付かなかったが、最終的に二軍戦9試合に登板し防御率2.22と結果を残した。オフにはMLB移籍を表明していた今永昇太と自主トレを行った。
2024年、7月20日開催のフレッシュオールスターゲームに選抜された。開幕から二軍の先発として13試合に登板し防御率1.32と好投を続けていたが、8月20日に左肘のクリーニング手術を行ったことを球団が発表し、シーズン後半で離脱となった。

## 選手としての特徴
しなやかな投球フォームから、最速143 km/hのストレートにスライダー、カーブ、チェンジアップ、カットボールを交える。
高校時代は打撃の評価も高く、4番打者としてもチームを牽引した。高校通算21本塁打を記録している。

## 人物
好きなアニメは『クレヨンしんちゃん』。

## 詳細情報

### 背番号
- 36（2023年[18] - ）